# 环十五酮
环十五酮是一种环酮，也是大环化合物，化学式C15H28O。它的结构与麝香酮相似，两者只差一个甲基。它存在于大灵猫的臭腺中。

## 制备
环十五酮最早由拉沃斯拉夫·鲁日奇卡于1926年通过加热分解十六烷二酸的钍盐合成，产率只有2%。在此之后也有用噻吩或环十二酮开始的合成方法。

## 性质
环十五酮是有强烈麝香的无色或白色针状晶体，难溶于水。它的晶体结构已用晶体X射线衍射表征，15个碳原子基本共面，羰基中的氧原子则位于此平面外。环十五酮呈单斜晶系，空间群P21/c（No. 14），晶格参数 a = 15.6634 Å、b = 5.5531 Å、c = 17.6928 Å 、β = 116.315°。

## 反应
环十五酮经过与乙二醇反应生成缩酮，用苯基三甲基三溴化铵溴化，经DBN脱溴，再用酸水解，最终与甲基溴化镁在氯化亚铜存在下反应，生成麝香酮。

## 用处
环十五酮可用作香水的芳香味化合物和固定剂，也存在于肥皂、洗发精等个人护理产品中。全球每年都会有几十吨的环十五酮应用于此。

## 毒性
环十五酮造成的健康风险非常小。给大鼠口服5 g/kg的环十五酮，以及给小鼠口服10 g/kg的环十五酮都没有出现毒性。环十五酮不刺激皮肤，没有基因毒性和光毒性，在埃姆斯试验中不表现为突变原。